# André Miquel
André Miquel (Mèze, 26 settembre 1929 – Parigi, 27 dicembre 2022) è stato un arabista, storico e traduttore francese, per anni professore al Collège de France.

## Biografia
André Miquel studiò nell'École normale supérieure di rue d'Ulm, in cui era stato ammesso nel 1950. Agrégé di grammatica e laureato in Lettere, fu dal 1976 al 1997 titolare della cattedra di "Lingua e letteratura araba classica", e docente al Collège de France, di cui fu l'amministratore generale dal 1991 al 1997, dopo esserlo stato della Bibliothèque nationale dal 1984 al 1987.
Divenne noto per i suoi lavori sulla geografia del mondo arabo e su Le mille e una notte. Il suo interesse per il mondo arabo risale a un suo viaggio in Marocco, che aveva vinto dopo il suo successo nel concorso generale di Geografia nel 1946, come pure alla sua scoperta del Corano nella traduzione di Claude-Étienne Savary.
Nel 1988 gli fu commissionata una relazione sullo stato delle biblioteche universitarie francesi. Consegnata nel 1989 al ministro dell'Éducation nationale dell'epoca, Lionel Jospin, la sua relazione sottolineava il ritardo della Francia in rapporto agli altri Paesi europei. Tale documento fu preso in considerazione dai poteri pubblici e, negli anni novanta, i progetti di sviluppo delle università assegnarono spazi crescenti relativamente alla documentazione.

La relazione gli dette modo anche di auspicare la creazione di un consiglio «incaricato di prevedere, preparare e seguire la messa in opera di poli e centri di comunicazione, la valutazione dei costi, l'utilizzazione e i risultati, la ripartizione dei crediti corrispondenti e la realizzazione della Carta delle biblioteche».

Nel 1989, il Consiglio superiore delle biblioteche vide la luce e André Miquel ne fu il primo Presidente..

## Pubblicazioni principali

### Studi
- Vive la suranie, éditions Flammarion 1978
- L'Islam et sa civilisation (VIIe-XXe siècle), ed. Armand Colin, coll. « Destins du monde », Parigi, 1968, 7ª edizione riveduta e corretta, con la collaborazione di Henry Laurens, 2003.
- La géographie humaine du monde musulman jusqu'au milieu du 11e siècle, tomo 1: Géographie et géographie humaine dans la littérature arabe des origines à 1050, 1973, riedizione delle Éditions de l'EHESS, collana « Les réimpressions », Parigi, 2001.
- La géographie humaine du monde musulman jusqu'au milieu du 11e siècle, tomo 2: Géographie arabe et représentation du monde : la terre et l'étranger, 1975, riedizione delle Éditions de l'EHESS, collana « Les réimpressions », Parigi, 2001.
- La géographie humaine du monde musulman jusqu'au milieu du 11e siècle, tomo 3: Le milieu naturel, 1980, riedizione delle Éditions de l'EHESS, collana « Les réimpressions », Parigi, 2002.
- La Littérature arabe, Parigi, PUF, collana « Que sais-je ? », 1981.
- La géographie humaine du monde musulman jusqu'au milieu du 11e siècle, tomo 4: Les travaux et les jours, Éditions de l'EHESS, collana « Civilisations et sociétés », vol. 78, Parigi, 1988.
- L'Orient d'une vie, con la collaborazione di Gilles Plazy, Parigi, ed. Payot & Rivages, 1990.
- Les Arabes, l'islam et l'Europe, Parigi, Flammarion, 1991, con Dominique Chevallier e Azzedine Guellouz
- Du Golfe aux océans. L'Islam, Parigi, ed. Hermann, 1994.
- Le vieil homme et le vent, Pézenas, ed. Domens, 2007.
- Croire ou rêver, Parigi, ed. Bayard, 2010.

### Traduzioni
- Les Mille et une Nuits, Parigi, ed. Gallimard, « Bibliothèque de la Pléiade », 2005, tradotte con Jamel Eddine Bencheikh.
- Ibn Al-Muqqaffa' (ʿAbd Allāh ibn al-Muqaffaʿ), Le livre de Kalila et Dimna, Parigi, Klincksieck, 1957; riedizione 2012.